# C55-isoprenilo pirofosfato
C55-isoprenilo pirofosfato (pirofosfato de undecaprenilo ), también conocido como bactoprenol, es una molécula esencial que interviene en la construcción de pared celular  bacteriana de peptidoglicano.